# TRIM16L
TRIM16L (англ. Tripartite motif containing 16 like) – білок, який кодується однойменним геном, розташованим у людей на 17-й хромосомі. Довжина поліпептидного ланцюга білка становить 348 амінокислот, а молекулярна маса — 40 306.
| 10         |  | 20         |  | 30         |  | 40         |  | 50         |
| ---------- |  | ---------- |  | ---------- |  | ---------- |  | ---------- |
| MQFGELLAAV |  | RKAQANVMLF |  | LEEKEQAALS |  | QANGIKAHLE |  | YRSAEMEKSK |
| QELETMAAIS |  | NTVQFLEEYC |  | KFKNTEDITF |  | PSVYIGLKDK |  | LSGIRKVITE |
| STVHLIQLLE |  | NYKKKLQEFS |  | KEEEYDIRTQ |  | VSAIVQRKYW |  | TSKPEPSTRE |
| QFLQYVHDIT |  | FDPDTAHKYL |  | RLQEENRKVT |  | NTTPWEHPYP |  | DLPSRFLHWR |
| QVLSQQSLYL |  | HRYYFEVEIF |  | GAGTYVGLTC |  | KGIDQKGEER |  | SSCISGNNFS |
| WSLQWNGKEF |  | TAWYSDMETP |  | LKAGPFWRLG |  | VYIDFPGGIL |  | SFYGVEYDSM |
| TLVHKFACKF |  | SEPVYAAFWL |  | SKKENAIRIV |  | DLGEEPEKPA |  | PSLVGTAP   |

A: Аланін

C: Цистеїн

D: Аспарагінова кислота

E: Глутамінова кислота

F: Фенілаланін

G: Гліцин

H: Гістидин

I: Ізолейцин

K: Лізин

L: Лейцин

M: Метіонін

N: Аспарагін

P: Пролін

Q: Глутамін

R: Аргінін

S: Серин

T: Треонін

V: Валін

W: Триптофан

Задіяний у такому біологічному процесі, як альтернативний сплайсинг. 
Локалізований у цитоплазмі.